# کریستین پورتیلا
کریستین پورتیلا (انگلیسی: Cristian Portilla؛ زادهٔ ۲۸ اوت ۱۹۸۸) بازیکن فوتبال اهل اسپانیا است.
از باشگاه‌هایی که در آن بازی کرده‌است می‌توان به باشگاه فوتبال راسینگ سانتاندر، باشگاه فوتبال پومفرادینا، باشگاه فوتبال اسپورتینگ خیخون، باشگاه فوتبال آریس سالونیک، و باشگاه فوتبال بوداپست هونود اشاره کرد.
وی همچنین در تیم‌های ملی فوتبال زیر ۱۶ سال اسپانیا و زیر ۱۷ سال اسپانیا بازی کرده‌است.